# Сравнительное уголовное право
Сравнительное уголовное право — отрасль (раздел) правоведения (юридической науки), изучающая уголовно-правовые системы различных государств путём сопоставления одноименных институтов уголовного права, их основных принципов и категорий, изучения их истории и закономерностей развития.

## Значение
Исторические основные усилия компаративистов были сосредоточены на сравнительном анализе систем частного права. Так, в классической книге Рене Давида «Основные правовые системы современности» вопросы уголовного права практически не рассматриваются. В фундаментальном 17-томном издании «International Encyclopedia of Comparative Law» вопросы уголовного права также не затрагиваются.
В то же время, в настоящее время сравнительное изучение уголовно-правовых систем приобретает достаточно большое значение в связи с тем, что процессы глобализации требуют определённой унификации уголовного законодательства, позволяющей облегчить взаимодействие правоохранительных органов различных государств. Кроме того, методы сравнительного правоведения являются значимой частью любого исследования, направленного на совершенствование существующих национальных уголовно-правовых норм.
Другой важной сферой применения сравнительного анализа уголовно-правовых норм является активно развивающаяся в последние десятилетия международная уголовная юстиция. Кроме того, результаты такого анализа используются при имплементации в национальном законодательстве различного рода международно-правовых норм (в первую очередь норм международного гуманитарного права и общепризнанных принципов и норм, касающихся прав человека).

## История
Первые значимые исследования по сравнительному уголовному праву относятся к середине XIX века. Так, в трёхтомном издании «Полный курс сравнительного уголовного законодательства» (итал. Corso completo di legislazione penale comparata), выпущенном в 1852 году Луиджи Дзупеттой (Luigi Zupetta), была дана сравнительная характеристика уголовного законодательства Франции, Австрии, Пьемонта, Модены, Тосканы и Сицилии.
В конце XIX века в Германии было выпущено двухтомное издание «Современное уголовное законодательство в сравнительном изложении» (нем. Die Strafgesetzgebung der Gegenwart), редакторами которого выступили Франц фон Лист и Георг Крузен. В первом томе рассматривалось уголовное законодательство стран Европы, во втором — иных государств мира.
С начала XX века появляются организации, позволяющие объединить усилия по изучению уголовного права разных государств и облегчить его сравнительный анализ. В 1924 году в Париже была учреждена Международная ассоциация уголовного права (МАУП). Данная организация представляла собой важную площадку для обмена опытом между правоведами из разных государств. В 1938 году во Фрайбурге состоялось основание Института иностранного и международного уголовного права Макса Планка (нем. Max-Planck-Institut für ausländisches und internationales Strafrecht). В 1973 году по предложению Марка Анселя, известного своими исследованиями в сфере сравнительного правоведения был создан Центр по изучению уголовной политики.
С 1955 года в ФРГ, а с 1957 года и в СССР (в переводе на русский язык), стало выпускаться многотомное издание «Современное зарубежное уголовное право». Первый том был посвящён праву Аргентины, Дании, Японии и Югославии.
Французским центром сравнительного права (фр. Centre français de droit comparé) издаётся также международный научный журнал по сравнительному уголовному праву: «Журнал уголовно-правовой науки и сравнительного уголовного права» (фр. Revue de science criminelle et de droit pénal comparé).
Одним из наиболее современных исследований в данной сфере является монография Жана Праделя «Сравнительное уголовное право» (фр. Droit pénal comparé), издававшаяся в 1995 и 2002 годах, рассматривающая законодательство Франции, Германии, Италии, Англии, США, Канады и Швейцарии.

## Сравнительное уголовное право в России и СССР
Сравнительное исследование уголовно-правовых норм имеет в России давние традиции. В курсе уголовного права, изданном в 1902 году Н. С. Таганцевым, описание всех институтов уголовного права сопровождалось сравнительным анализом российского и иностранного законодательства, а также имелась общая глава об уголовном праве зарубежных стран. С. В. Познышев в этот период писал: «сравнительное изучение уголовного права должно занимать весьма видное место в содержании науки».
В советский период изучение зарубежного уголовного права носило отчётливую идеологическую направленность. Перед сравнительным правоведением стояла задача продемонстрировать преимущества социалистического уголовного права, его прогрессивный характер. Ввиду этого, хотя анализ буржуазного уголовного законодательства присутствовал в большинстве публикуемых монографий и учебных пособий, он имел отчётливый критический уклон. Чётко выделялись такие группы стран, как «буржуазные страны», «развивающиеся государства» и «страны социалистического содружества». Изучение права каждой из групп производилось отдельно.
Лишь немногие учёные в этот период специализировались непосредственно на изучении систем зарубежного уголовного права. К числу наиболее значительных специалистов по сравнительному уголовному праву советского периода можно отнести Ф. М. Решетникова, Л. Р. Сюкияйнен (занимавшегося исследованиями мусульманского уголовного права), И. Д. Козочкина (проделавшего большую работу по изданию переводов и сборников зарубежных актов уголовного законодательства).
Лишь в 1990-х годах начинается комплексное исследование основных уголовно-правовых систем мира, не ограниченное идеологическими рамками. В 1994 году С. Боронбековым было издано учебное пособие «Современные уголовно-правовые системы и школы». Начинают публиковаться и научные статьи, посвящённые сравнительному анализу уголовно-правовых систем и тенденций их развития.
Значительное число изданий посвящено рассмотрению институтов уголовного права конкретных стран. Выпускаются учебные курсы уголовного права зарубежных стран, в которых описываются уголовно-правовые системы Германии, Франции, Англии, США, Японии, Италии. Во многих работах рассматриваются в сравнительно-правовом контексте отдельные уголовно-правовые институты.
С 2001 года издательством «Юридический центр Пресс» публикуется серия «Уголовное законодательство стран мира», в которой представлены переводы уголовных кодексов и иных уголовно-правовых актов большого числа государств мира.
В XXI веке появляются первые комплексные исследования в области сравнительного уголовного права, не только описывающие уголовное право зарубежных государств, но и производящие сопоставление и сравнительный анализ норм, относящихся к различным правовым системам. С их появлением связано оформление сравнительного уголовного права как самостоятельной отрасли научного знания.
При этом первые работы общего характера по сравнительному уголовному праву, как правило, затрагивали ограниченный круг стран. Например, в работе А. Малиновского рассматривается законодательство России, КНР, Испании, Польши, Германии, Франции, Швейцарии, Англии и США; в исследовании А. Корчагина и А. Иванова — Голландии, Испании, КНР, Северной и Южной Кореи, России, США, Германии и Японии.
Однако стали появляться и работы, использующие более универсальный подход. Так, монография Г. А. Есакова посвящена рассмотрению уголовно-правовых систем мира, их исторического развития и характерных особенностей. Выпущенная в 2009 году работа В. Н. Додонова «Сравнительное уголовное право. Общая часть» основана на анализе законодательства более чем 130 государств, причём наиболее важные институты (такие как смертная казнь) в ней описаны для практически всех государств мира. В 2010 году издана монография В. Н. Додонова, О. С. Капинус, С. П. Щербы «Сравнительное уголовное право. Особенная часть».